# Iluzionističko slikarstvo
Iluzionističko slikarstvo (arhitekturno slikarstvo ili francuski: Trompe-l'œil) je naziv za slikarstvo u kojem se s pomoću perspektivnih rješenja i uz uporabu arhitektonskih elemenata (stupovi, lukovi, balustrade, arhitravi i sl.), te uz primjenu svjetla i sjene (kjaroskuro) ostvaruje iluzija trodimenzionalnosti.
Iluzionizam u slikarstvu se javio u Grčkoj od 5. st. pr. Kr.,  a osobito se razvio u klasičnoj rimskoj umjetnosti (npr. Slike u Pompejima). Svoj preporod doživljava za vrijeme Renesanse, a najviše domete u baroknom oslikavanju kupola i svodova crkva i palača.

## Poveznice
- Slikarske tehnike
- Plošno slikarstvo
- Perspektiva